# Śródkoście

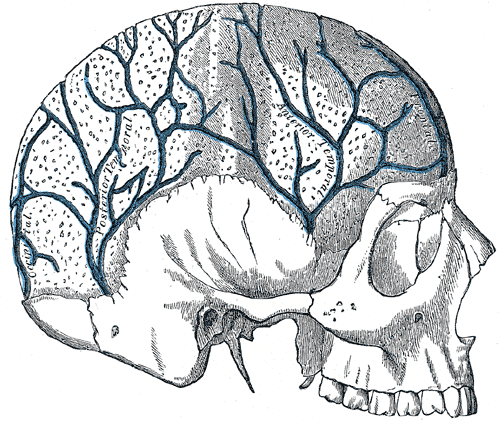
Śródkoście i kanały śródkościa

Śródkoście (łac. diploë) – warstwa istoty gąbczastej w kościach płaskich czaszki, znajdująca się między blaszką zewnętrzną a blaszką wewnętrzną (szklistą) istoty zbitej. Jest wypełnione szpikiem kostnym i silnie unaczynione przez żyły śródkościa biegnące w szerokich i licznie rozgałęzionych kanałach śródkościa. Wiele kości płaskich w najcieńszych miejscach nie zawiera śródkościa, składając się jedynie z istoty zbitej.
Śródkościem jest też nazywana błoniasta wyściółka jam szpikowych (łac. endosteum).